# Solet annuere
Solet annuere je papeška bula, ki jo je napisal papež Honorij III. 29. novembra 1223 in s katerim je odobril Vodilo svetega Frančiška.